# Helina troene
Helina troene är en tvåvingeart som först beskrevs av Walker 1849.  Helina troene ingår i släktet Helina och familjen husflugor. Inga underarter finns listade i Catalogue of Life.